# Гейвілл (Південна Дакота)
Гейвілл (англ. Gayville) — місто (англ. town) в США, в окрузі Янктон штату Південна Дакота. Населення — 382 особи (2020).

## Географія
Гейвілл розташований за координатами 42°53′21″ пн. ш. 97°10′23″ зх. д. / 42.88917° пн. ш. 97.17306° зх. д. (42.889096, -97.173174).  За даними Бюро перепису населення США в 2010 році місто мало площу 0,55 км², уся площа — суходіл.

## Демографія
Згідно з переписом 2010 року, у місті мешкало 407 осіб у 163 домогосподарствах у складі 109 родин. Густота населення становила 746 осіб/км².  Було 179 помешкань (328/км²).
Расовий склад населення:
| - 96,8 % — білих - 0,7 % — корінних американців - 0,7 % — азіатів |

До двох чи більше рас належало 1,0 %. Частка іспаномовних становила 1,2 % від усіх жителів.
За віковим діапазоном населення розподілялося таким чином: 31,2 % — особи молодші 18 років, 55,3 % — особи у віці 18—64 років, 13,5 % — особи у віці 65 років та старші. Медіана віку мешканця становила 34,1 року. На 100 осіб жіночої статі у місті припадало 98,5 чоловіків;  на 100 жінок у віці від 18 років та старших — 93,1 чоловіків також старших 18 років.
Середній дохід на одне домашнє господарство  становив 63 338 доларів США (медіана — 55 729), а середній дохід на одну сім'ю — 78 595 доларів (медіана — 59 750). Медіана доходів становила 45 000 доларів для чоловіків та 30 000 доларів для жінок. За межею бідності перебувало 5,9 % осіб, у тому числі 1,7 % дітей у віці до 18 років та 7,4 % осіб у віці 65 років та старших.
Цивільне працевлаштоване населення становило 223 особи. Основні галузі зайнятості: виробництво — 26,5 %, освіта, охорона здоров'я та соціальна допомога — 22,9 %, роздрібна торгівля — 10,8 %, мистецтво, розваги та відпочинок — 8,1 %.